# Papilio caiguanabus
Papilio caiguanabus är en fjärilsart som beskrevs av Felipe Poey 1852. Papilio caiguanabus ingår i släktet Papilio och familjen riddarfjärilar. IUCN kategoriserar arten globalt som otillräckligt studerad.
Artens utbredningsområde är Kuba. Inga underarter finns listade i Catalogue of Life.

## Bildgalleri

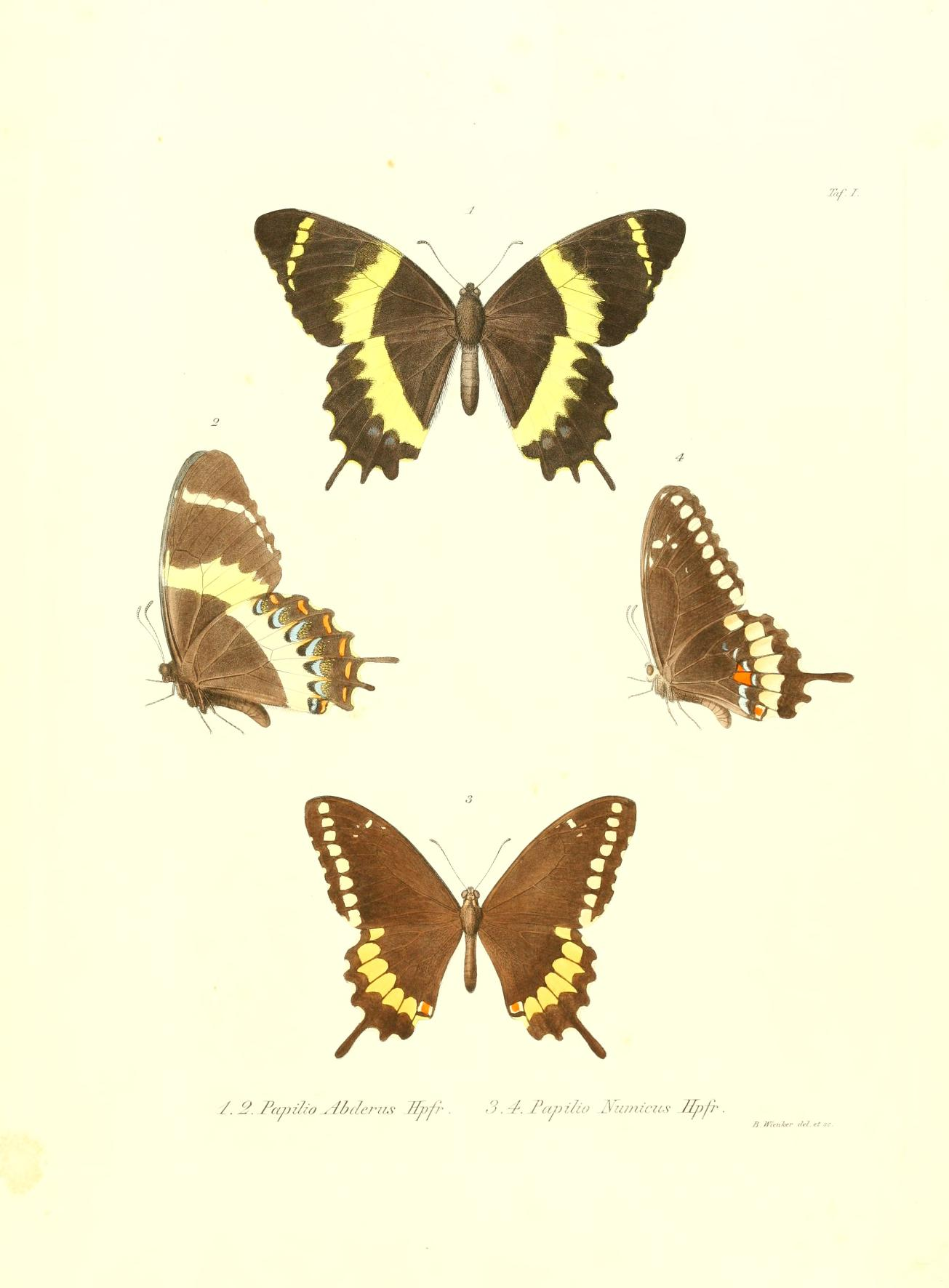
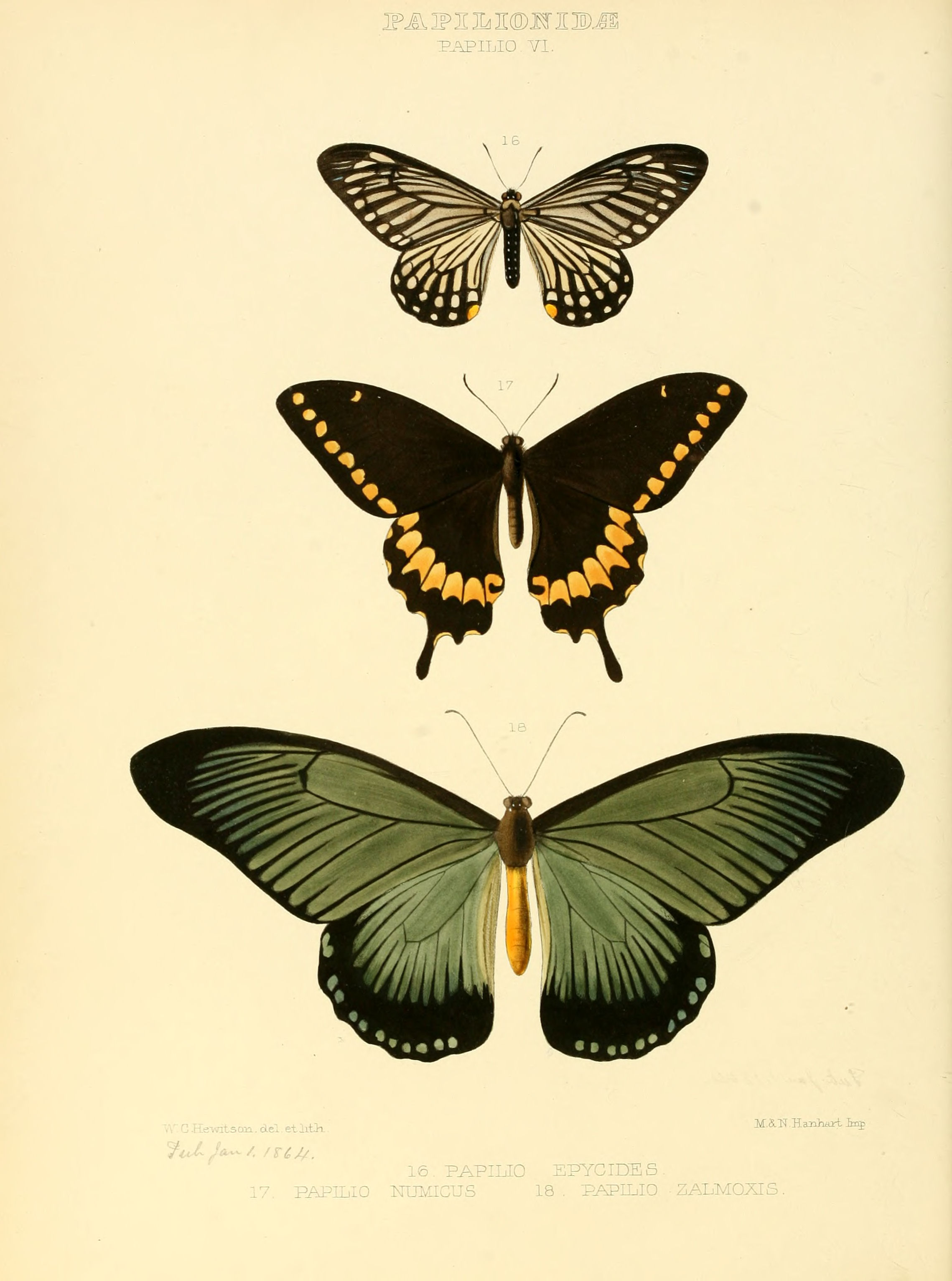
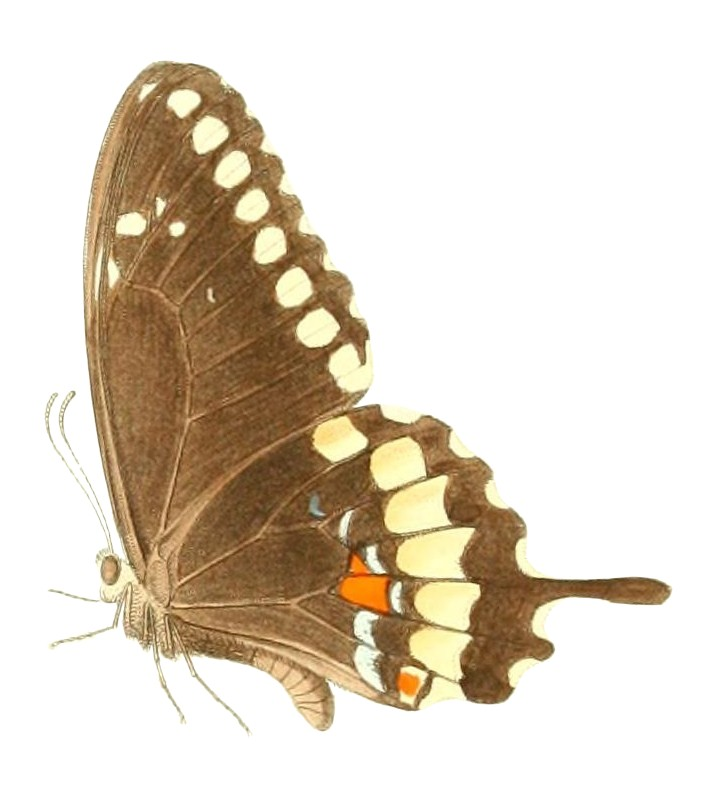